# هیکی سایرن

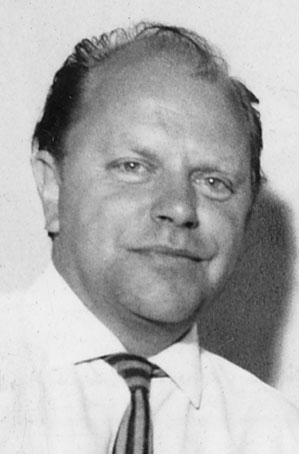
نگاره‌ای از هیکی سایرن، معمار فنلاندی - ۱۹۶۵

 هیکی سایرن (انگلیسی: Heikki Siren؛ ۱۹۱۸ – ۲۰۱۳) معمار اهل فنلاند بود.